# Tsitsi Dangarembga

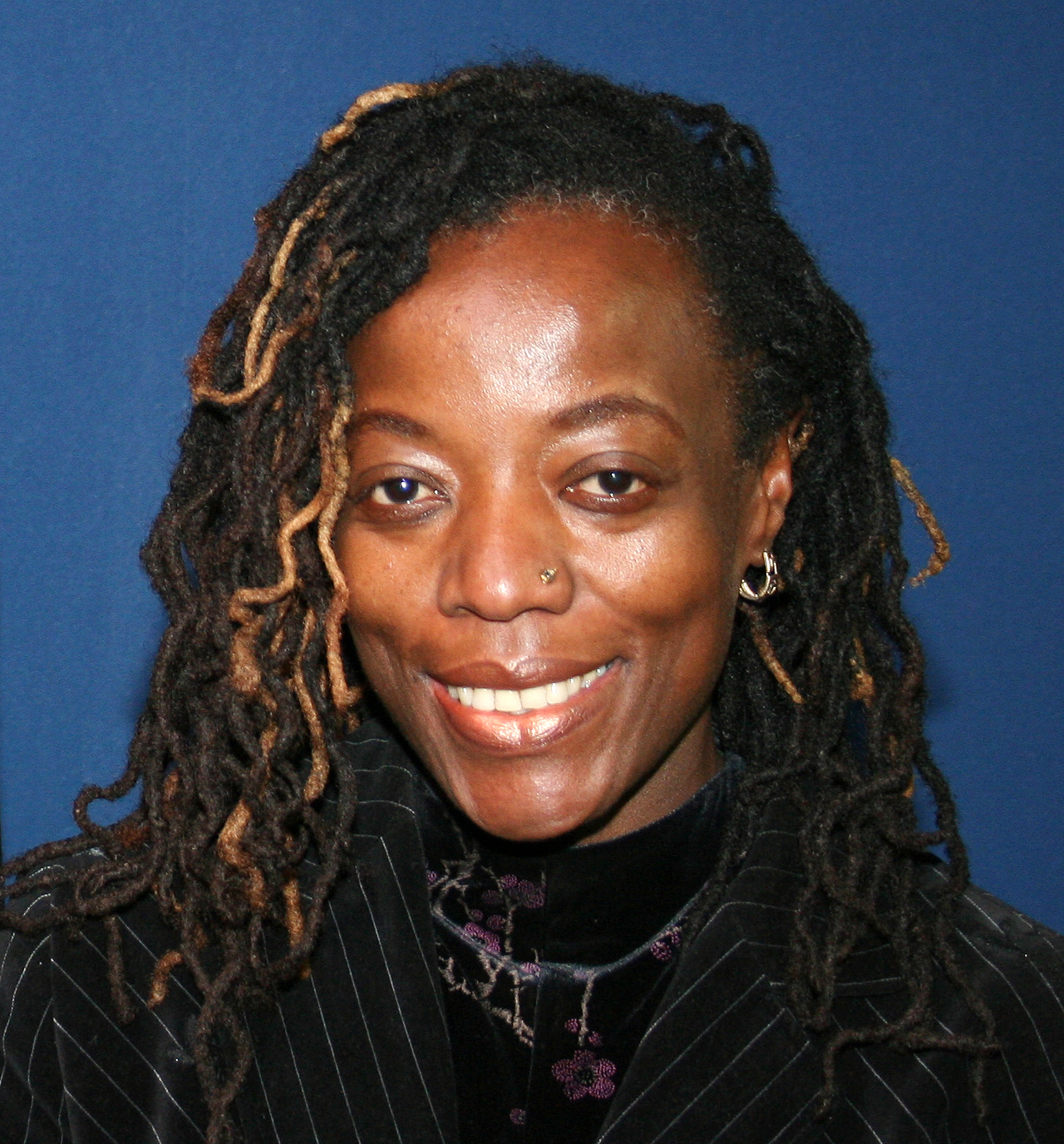
Tsitsi Dangarembga (2006)

Tsitsi Dangarembga (n. 1959 - ...) este o scriitoare și regizoare din Zimbabwe.

## Biografie
În octombrie 2021, Tsitsi Dangarembga a primit Premiul pentru Pace de la Târgul de Carte de la Frankfurt. Acest premiu foarte prestigios, dotat cu 25.000 de euro recompensă, este unul dintre cele mai importante din lumea editorială.